# 溪南慈寿桥
溪南慈寿桥，原名登仙桥，因横跨蓝溪又称作蓝溪桥，位于中国福建省霞浦县溪南镇溪南村与镇江村之间，为霞浦县级文物保护单位，类型为古建筑，公布时间为2010年11月，历史年代为清，得名于该桥修建年份为慈禧太后五十华诞。
此桥坐落于霞浦县溪南镇的溪南村与镇江村之间，横跨在红山山麓下的蓝溪之上，故也称“蓝溪桥”，系原“霞浦头”（原溪南区域）各村落往来交通要道，东西走向。六孔平梁桥，桥长34.7米，宽2.16米。桥高3.28米，桥上建有石栏杆。栏杆高0.82米，共七堵，桥下六孔。桥边建有八角亭一座。桥护栏正中嵌一石匾阴刻“慈寿桥”，桥墩为条石斜撑，桥面用四块条石合并，桥面两旁为石护栏杆。该桥对研究溪南地方发展有一定的意义。